# Großes Wiesbachhorn
El Großes Wiesbachhorn (pronunciació alemanya: [ˈɡʀoːsəs ˈviːsbaχˌhɔʁn] ( escolteu-ho)) és una muntanya de 3.564 metres situada a Salzburg, Àustria, i és la tercera muntanya més alta de la serralada Hohe Tauern.